# Carl Gustav Homeyer
Pour les articles homonymes, voir Homeyer.
Carl Gustav Homeyer (né le 13 août 1795 à Wolgast et mort le 20 octobre 1874 à Berlin) est un avocat prussien, historien du droit et germaniste.

## Biographie
Carl Gustav Homeyer est le fils de l'armateur et grossiste en céréales de Wolgast Johann Friedrich Homeyer (de) et de sa femme Sophie Dorothea Droysen. Pendant l'occupation napoléonienne de la Poméranie suédoise, la famille séjourne en Suède de 1806 à 1810. Après son retour, il étudie à l'école de ville de Greifswald (de) et au lycée Frédéric-Guillaume de Berlin. En 1813, il s'inscrit à l'Université Frédéric-Guillaume de Berlin, où il étudie le droit avec Friedrich Carl von Savigny, Karl Friedrich Eichhorn et Johann Friedrich Ludwig Göschen (de)  Il suit également les cours d'histoire de Friedrich Rühs. Après les universités de Göttingen et de Heidelberg, il obtient son doctorat à Berlin en 1821 avec sa thèse Historiae juris pomeranici capita quaedam et est habilité la même année comme chargé de cours privé à la faculté de droit.
Nommé professeur associé en 1824 et professeur titulaire en 1827, il enseigne à l'Université de Berlin jusqu'en 1872. Il est doyen de la faculté de droit à trois reprises. Il donne des conférences sur l'histoire de l'État et du droit, le droit privé, le droit foncier prussien, le droit commercial, la lettre de change et le droit maritime.
En 1845, il devient chef de la cour suprême secrète, poste qu'il abandonne de nouveau en 1867, en 1850 membre de l'Académie royale prussienne des sciences, en 1854 du Conseil d'État et la même année membre du procureur de la Couronne et membre de la Première Chambre, plus tard la Chambre des seigneurs, à vie.
Il se fait d'abord un nom en tant qu'écrivain grâce à sa traduction du Grundriß der dänischen Rechtsgeschichte de Kolderup-Rosenvinge (Berlin 1825), et plus encore grâce à ses éditions vraiment classiques de livres juridiques saxons, notamment le Miroir des Saxons, grâce auxquelles il porte la critique germanique des sources juridiques à un niveau jusqu'alors insoupçonné.
Le droit foncier du miroir des Saxons, qu'il publie trois fois sous une forme de plus en plus parfaite (Berlin 1827, 2e édition 1835, 3e édition 1861), est suivi de la deuxième partie Das sächsische Lehnrecht und der Richtsteig Lehnrechts (1842), puis de Der Auctor vetus de beneficiis, das Görlitzer Rechtsbuch und das System des Lehnrechts (1844), éditions auxquelles succède Der Richtsteig Landrechts nebst Cautela und Premis (1857).
Pour les autres livres de droit allemand, Homeyer a également créé une base sûre grâce à son Verzeichnis deutscher Rechtsbücher des Mittelalters und ihrer Handschriften (Berlin 1836. dans une nouvelle édition en 1856, nouvelle édition complète par Ulrich-Dieter Oppitz (de) 1990). Il rédige également d'autres explications sur tous ces travaux dans de nombreux traités qu'il lit à l'Académie.
Il écrit également : Die Stellung des Sachsenspiegels zum Schwabenspiegel (de) (Berlin 1853), dans laquelle il écrit contre Alexander von Daniels (de) que le Miroir des Saxons a la priorité sur le Miroir des Souabes avec des raisons convaincantes; Die Stellung des Sachsenspiegels zur Parentelenordnung (Berlin 1860).
Son dernier ouvrage, préparé de longue date, sur le sujet duquel il est amené par son étude du Hantgemal (1852), est une présentation complète des marques de la maison et de la cour (Berlin 1870).
Carl Gustav Homeyer décède en 1874 à l'âge de 79 ans à Berlin et est enterré dans l'ancien cimetière Saint-Matthieu à Schöneberg. La tombe n'a pas survécu.

### Famille
En 1823, il se marie avec sa cousine Charlotte Pauline Stenzler (née en 1805 et morte le 9 octobre 1883), fille du surintendant Lorenz Stenzler et de sa femme Charlotte Droysen. Le couple a le fils Gustav Homeyer (1824-1894; à partir de 1877 sous-secrétaire d'État au ministère d'État) et une fille. Son beau-frère Adolf Friedrich Stenzler est professeur de langues orientales à Breslau.